# Молсэльва
Молсэльва (норв. Målselva) — река на севере Норвегии в фюльке Тромс. Протекает по землям коммуны Молсэльв, название которой происходит от имени реки.
Берёт своё начало из озера Лилле-Роставатн, через 140 км впадает в фьорд Målselvfjorden, рукав фьорда Маланген. Последние 60 километров протекает по равнине Målselvdalen.
Площадь бассейна — 6144 км². Главный приток — Бардуэльва, впадает в Молсэльву у деревни Бардуфос.
Название реки образовано от норв. Malr («мешок») — старого название фьорда Маланген и норв. elv («река»).
Водная система реки обеспечивает водой три ГЭС, самая крупная — Dividalen kraftverk мощностью в 26 МВт.